# Массовое убийство в Биньхоа

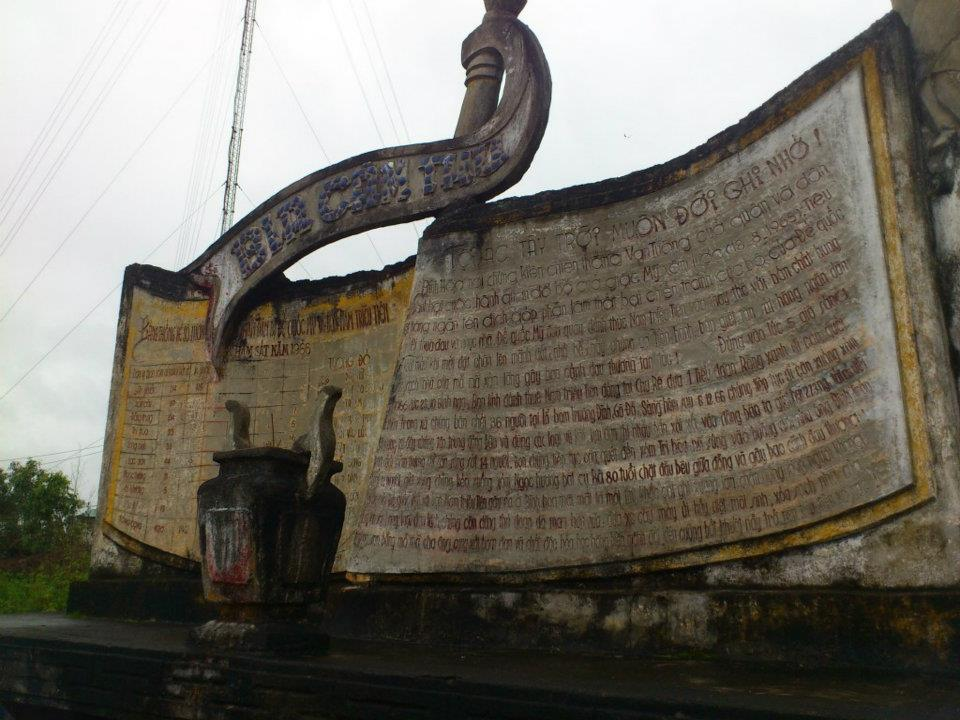
Мемориал, сооружённый в память о жертвах резни в Биньхоа

Массовое убийство в Биньхоа — массовое убийство, совершённое южнокорейскими войсками в период между 3 и 6 декабря 1966 года в деревне Биньхоа, расположенной в провинции Куангнгай в Южном Вьетнаме. Всего жертвами резни стали, по разным данным, от 422 до 430 человек, по большей части старики, дети и женщины , в том числе 21 беременная. Местность, в которой произошло массовое убийство, была зоной действия 2-й дивизии морской пехоты. Убив жителей, солдаты сожгли дома в деревне, убили сотни коров и буйволов, принадлежавших жителям деревни. Жители, которым удалось пережить резню, присоединились к войскам Вьетконга и впоследствии принимали участие в боях против войск США и их союзников.
В том же году южнокорейские войска совершили аналогичные преступления в деревнях Биньтай, Биньан и Тэйвинь.